# Llengües malaiopolinèsies

Principals branques de les llengües malaiopolinèsies.
Borneu-Filipines (no apareix Yami al sud-est de Taiwan)
Sonda-Célebes (no apareix Chamorro al nord-est de Yap)
Malaio-Polinesi Central
Halmahera-Geelvink Bay
les llengües oceàniques més occidentals

Les llengües malaiopolinèsies són un subgrup de llengües de la família austronèsia. El subgrup està molt expandit per les illes del sud-est asiàtic i el Pacífic, amb alguns parlants a l'Àsia continental. El malgaix, parlat en Madagascar, n'és una excepció.
Les llengües malaiopolinèsies tendeixen a la reduplicació (repetició de tot o part d'una paraula) per a expressar el plural i tenen una entropia baixa, és a dir, els textos són bastant repetitius quant a la freqüència dels sons. La majoria no posseïx grups de consonants (com [str] o [mpl]) i té un nombre de vocals limitat, cinc en la majoria dels casos.
Es divideix en dos grups
- Llengües malaiopolinèsies occidentals, amb uns 300 milions de parlants i que inclou: l'indonesi, el malai, el javanès, el malgaix, el tagàlog, el ilokanès, el cebuà, el buginès, així com moltes altres.
- Llengües malaiopolinèsies centrals i orientals
  - Centrals, composta per 160 llengües que es parlen principalment a Indonèsia.
  - Orientals, amb aproximadament un milió de parlants. Inclou les llengües de Micronèsia com el nauruà, el sama i el chamorro i les llengües de Polinèsia com el hawaià, el maori, el rapanui, el samoà, el tahitià, el tonganès i el tuvalià. La majoria d'aquestes llengües tenen estatut d'oficial als seus respectius territoris

## Descobriment i estudi
Sens dubte fou el viatger italià Antonio Pigafetta, que va acompanyar Fernando Magallanes en la seva expedició de 1519-1522, qui va recollir els lèxics més antics de dues llengües malaiopolinèsies: el malai i el malgaix. Pigafetta es va adonar immediatament de la similitud entre els dos idiomes.
Des de 1706, el filòleg neerlandès Hadrian Reland observà similituds entre llengües tan distants com el malgaix, el malai i el futunià, a partir de llistes de paraules recollides a Futuna per l'holandès Jacob Le Maire. L'existència d'una família que més tard va ser anomenat malaiopolinèsia s'estableix per Lorenzo Hervás y Panduro, al seu Catalogo delle lingue. El 1834 Wilhelm von Humboldt va batejar la futura família de les llengües austronèsies, estesa des de l'Illa de Pasqua, com a malaiopolinèsia a Über die Kawi-Sprache auf der Insel Java (1836 - 1839). El kawi era l'antiga llengua literària de Java. Aquesta obra és considerada com a innovadora en matèria lingüística.

## Llista general de les llengües malaiopolinèsies
ethnologue.com compta 1.248 llengües malaiopolinèsies (sobre un total de 1.268 llengües austronèsies), que es reparteixen entre els grups següents:
| Grup                      | Nombre de llengües | Regió                                  |
| ------------------------- | ------------------ | -------------------------------------- |
| Balinès-Sasak             | 3                  | Bali i Lombok                          |
| Gran Barito               | 33                 | Borneo, Madagascar, Filipines (*)      |
| Central-oriental          | 708                | Indonèsia oriental, Oceania            |
| Chamorro                  | 1                  | Guam                                   |
| Gayo                      | 1                  | Nord de Sumatra                        |
| Javanès                   | 5                  | Java, Nova Caledònia, Suriname         |
| Kayan-murik               | 17                 | Borneo                                 |
| Lampung                   | 9                  | Sud de Sumatra                         |
| Land Dayak                | 16                 | Borneo                                 |
| Madurès                   | 2                  | Bawean, Kangean, Madura                |
| Malai                     | 70                 | Brunei, Indonèsia, Malàisia, Singapur  |
| Mesofilipí                | 61                 | Filipines                              |
| Nordfilipí                | 72                 | Filipines                              |
| Nord-oest                 | 84                 | Borneo                                 |
| Palauès                   | 1                  | República de Palau                     |
| Punan-nibong              | 2                  | Borneo                                 |
| Sud Mindanao              | 5                  | Mindanao                               |
| Filipí meridional         | 23                 | Filipines                              |
| Sondanès                  | 2                  | Java                                   |
| Sulawesí                  | 114                | Célèbes                                |
| Sumatrià                  | 12                 | Enggano, illes Mentawai, Nias, Sumatra |
| Gorap (no classificat)    | 1                  | Moluques                               |
| Hukumina (no classificat) | 1                  | Moluques                               |
| Katabaga (no classificat) | 1                  | Filipines                              |
| Rejang (no classificat)   | 1                  | Sud de Sumatra.                        |

(*) Les Llengües Gran Barito inclouen el grup de les Llengües sama-bajaw

## Taula comparativa de les diferents llengües malaiopolinèsies
| Català        | Merina (Madagascar) | Ma'anyan (Indonèsia) | malai (Indonèsia, Malàisia) | Antic javanès (Indonèsia) | Cebuà o visaya (Filipines) | Tagàlog (Filipines) | Futunià (Polinèsia) | Protollengua comuna |
| ------------- | ------------------- | -------------------- | --------------------------- | ------------------------- | -------------------------- | ------------------- | ------------------- | ------------------- |
| Un            | isa, iray           | isa, erai            | satu                        | -sa, tunggal              | usa                        | isa                 | tasi                | *esa, *isa          |
| Dos           | roa                 | rueh                 | dua                         | rwa, ro                   | duha                       | dalawa              | rua                 | *duha               |
| Tres          | telo                | telu                 | tiga                        | telu                      | tulo                       | tatlo               | tolu, toru          | *telu               |
| Jo, meu       | (iz)aho, -ko        | aku, -ku             | aku, -ku                    | ako, -ko                  | ako, -ko-                  | akô, akin           | au, avau, -ku       | *i-aku              |
| Tu, teu, teva | ianao, -nao         | hanyu, -nyu          | engkau, -kau                | ko, ngko, kowe            | ikaw, -kaw                 | ikaw, iyo           | akoe, kee           | *i-kahu             |
| Ell, seu      | izy, -ny            | hanye, -nye          | ia, dia, -nya               | sira                      | siya                       | siya, niya          | o-ia, ia            | *si-ia              |
| Cel           | lanitra             | langit               | langit                      | langit                    | langit                     | idem                | rangi               | *langit             |
| Lluna, mes    | volana              | wulan                | bulan                       | wulan                     | bulan                      | buwan               | mirama              | *bulan              |
| Sol           | masoandro           | mateandrau           | matahari                    | ari                       | adlaw                      | arâw                | la                  | *ha(n)daw           |
| Dia           | andro               | andrau               | hari                        | dina                      | adlaw                      | araw                | ao, aso             | *qalejaw            |
| Nit           | alina               | (ka)malem            | malam                       | wengi                     | gab’i                      | gabi                | bo, poo’uli         | *bengi              |
| Any           | taona               | taun                 | tahun                       | tahun                     | tu'ig                      | taôn                | tau                 | *taqun              |
| Terra         | tany                | tane                 | tanah                       | tanah                     | yuta                       | lupa                | kere, kele          | *tanaq, *taneq      |
| Aigua, (llac) | rano, (farihy)      | ranu, (danaw)        | air, (danau)                | wway, (ranu)              | tubig, (lanaw)             | tubig, (ilog)       | wvai, (namo)        | *danum, (*wai)      |
| Pluja         | orana               | uran                 | hujan                       | udan                      | ulan                       | ùlan                | ua                  | *quzan              |
| Pedra         | vato                | watu                 | batu                        | watu                      | bato                       | batô                | fatu                | *batu               |
| Terreny       | afo                 | apuy                 | api                         | apuy                      | kalayo                     | apôy                | afi                 | *hapuy              |
| Fusta, bosc   | hazo, -kazo, ala    | kakaw, jumpun        | kayu, hutan                 | alas                      | lasang                     | kahôy, gubat        | la’au, 'ara         | *kayuh, *alas       |
| Fulla         | ravina              | rawen                | daun                        | ron                       | dahon                      | dahon               | rau, lau            | *dahun              |
| Fruita        | voa                 | wua                  | buah                        | wwah                      | bunga                      | bûnga               | fua                 | *buaq               |
| Corda         | tady                | tadi                 | tali                        | tali                      | pisi                       | lubid               | taula, vava         | *talih              |
| Ocell         | vorona              | wurung               | burung                      | manuk                     | langgam                    | ibon                | manu                | *manuk              |
| Nom           | anarana             | ngaran               | (nama) ngaran               | jeneng                    | ngalan                     | pangalan            | ingoa               | *ngayan             |
| Humà          | olona               | ulun                 | orang, (ulun)               | uwong                     | tawo                       | taò                 | tangata             | *tau                |
| Home          | (lehi)lahy          | upu                  | laki-laki                   | lanang                    | lalaki                     | lalake              | tane                | *laki               |
| Dona          | (vehi)vavy          | wawey                | bini (épouse)               | wadon, wedok              | babaye                     | babae               | fafine              | *bahi               |
| Nen           | (z)anaka, zaza      | ia                   | anak                        | anak                      | bata                       | batà                | tama                | *anak               |
| Cap           | loha                | ulu'                 | hulu                        | hulu                      | ulo                        | ulô                 | uru, ulu            | *qulu               |
| Pèl, cabells  | volo                | wulu                 | bulu                        | bulu                      | buhôk                      | balahibo, buhok     | fulu, furu          | *buhek              |
| Pell          | hoditra             | kudit                | kulit                       | kulit                     | panit                      | balât               | kili, kiri          | *kulit              |
| Casa          | trano, (levo), vala | lewu                 | balai (pavillon)            | bale                      | balay                      | bahay               | fale                | *humaq,*balay       |
| Sostre        | tafo                | hapau                | atap                        | atep                      | atup                       | bùbông              | ato, inaki          | *qatep              |
| Camí          | lalana              | lalan                | jalan                       | dalan                     | dalan                      | daân                | ala, retu           | *zalan              |
| Menjar        | (mi)hinana, homana  | kuman                | makan                       | mangan                    | mokaon                     | kàin                | kai, omaki          | *kaen               |
| Beure         | misotro, (minona)   | ngo’ot               | minum                       | ngombe                    | moinum                     | inòm                | inu                 | *inum               |
| Cuinar        | (ma)handro          | nandruk              | (me)masak                   | masak                     | (mag)luto                  | lutò                | hkavi               | *tanek,*zakan       |
| Rostir        | (mi)tono            | nutung               | (mem)bakar                  | tunu                      | sunugon                    | ihaw                | tungia, tutu        | *tunu               |
| Dormir        | (ma)tory, mandry    | mandre               | tidur                       | turu                      | katurog                    | tulog               | moe, moerua         | *tidu(r)            |
| Viure, viu    | velona              | belum                | hidup                       | urip                      | mabuhi                     | mabuhay, buhay      | mouri               | *ma-hudip           |
| Morir, mort   | maty                | matey                | mati                        | mati                      | mamatay                    | mamatay, patay      | mate                | *matay              |
| Matar         | mamono              | manuh                | (mem)bunuh                  | mateni                    | mopatay                    | pumatay             | jiaka mate          | *bunuq              |
| Calent        | (ma)fana            | malaing              | panas                       | mapanas                   | init, alimuot              | init, banas         | mafana              | *ma-panas           |
| Blanc         | fotsy               | mahilak              | putih                       | putih                     | buti                       | pùti                | hkengo, tea         | *ma-putiq           |
| Negre         | mainty              | maintem              | hitam                       | ireng                     | itum                       | itim                | uli, uri            | *ma-qitem           |
| Nou           | vao                 | wa’u                 | baru                        | anyar                     | bag'ô                      | bago                | fou                 | *ma-baqu            |
| Això, allò    | ity, iny, iry       | iti, iru             | ini, itu                    | iki, iku                  | kini, kana                 | ito, èto            | tenei, tena         | *i-ni, *i-na        |

### Remarques
a) Aquests exemples han estat donats a títol indicatiu i requereixen una major investigació en cada llengua per a un ús veritablement científica. 

b) Així malgrat que l'ortografia utilitzada per a cada llengua és globalment aquella de l'ús corrent i que no reflecteix a vegades la veritable pronunciació, des d'un punt de vista fonètic. 

c) S'han posat entre parèntesis totes les manifestacions particulars, indicant, amb un afix, amb una forma prèviament documentada, amb un terme de significat semblant però no idèntic a l'entrada indicada, o si el terme no té res a veure amb el terme indicat. 

d) L'“antic javanès” correspon aquí a les antigues manifestacions de la llengua, mostrades en els antics manuscrits anteriors al segle xix. Les formes modernes són sovint un xic diferents. 

e) El proto-malaiopolinesi correspon a una reconstrucció hipotètica (*) obtinguda comparant les diferents llengües integrades en aquesta subdivisió, amb l'exclusió de les llengües més arcaiques del nivell “austronesi” com les del nord de Taïwan-Formosa. L'escriptura és aquí més fonètica (la ‘q’ correspon per exemple al “cop de glotis”) però sense estar veritablement homogeneitzada. 